# Uromys emmae
Uromys emmae là một loài động vật có vú trong họ Chuột, bộ Gặm nhấm. Loài này được Groves & Flannery miêu tả năm 1994.